# Paz Ortega Andrade
Paz Ortega Andrade, meglio nota semplicemente come Paz, è un personaggio della serie di videogiochi Metal Gear ideata da Hideo Kojima. Compare in tre capitoli canonici della saga: Metal Gear Solid: Peace Walker,  Metal Gear Solid V: Ground Zeroes e Metal Gear Solid V: The Phantom Pain. Nel finale di Peace Walker afferma che il suo vero nome è Pacifica Ocean, tuttavia in Ground Zeroes viene presentata nuovamente come Paz Ortega Andrade e anche in The Phantom Pain continua ad essere chiamata sempre Paz.

## Storia
Rimasta orfana giovanissima, Paz fu presa in custodia e tirata su da un'agenzia facente capo a Major Zero, dove venne addestrata nello spionaggio. Mostratasi estremamente versatile, si specializzò nel triplo gioco, collaborando, a seconda di quel che occorreva, col KGB e la CIA, sempre  nell'interesse di Zero, al quale dedicò dunque la propria esistenza, ottenendo il privilegio di incontrarlo faccia a faccia per ricevere direttamente da lui le istruzioni relative alla sua missione più importante: raggirare Big Boss.
In Metal Gear Solid: Peace Walker (2010) ella si presenta, in compagnia del suo sedicente professore Ramón Gálvez Mena, come una studentessa dell'Università per la Pace in Costa Rica. Pur affidandosi ai mercenari di Big Boss affinché scaccino le milizie della CIA dal Paese, Paz si mostra orgogliosa della Costituzione pacifica della Costa Rica, e – citando Per la pace perpetua di Immanuel Kant – coinvolge Big Boss in riflessioni sulla difficile responsabilità di costruire la pace:
(Paz in Metal Gear Solid: Peace Walker)
Tuttavia, col procedere del gioco, risulta che il professor Gálvez è in realtà un agente del KGB, il cui vero nome è Zadornov, e successivamente anche Paz si rivela essere un'agente segreta, inviata da Zero (da lei chiamato "Cipher") il quale vorrebbe far tornare Big Boss dalla propria parte a qualsiasi costo. Dopo aver dichiarato la sua vera identità, Paz inizia a fare discorsi tutt'altro che pacifisti, e, visto il rifiuto di Big Boss all'ultima proposta di Zero, tenta di usare il carro armato bipede "Metal Gear ZEKE" per sferrare un attacco nucleare sugli Stati Uniti con l'intento di far ricadere la colpa su Big Boss, onde diffamarne per sempre la memoria. Questi riesce però a distruggere il Metal Gear ZEKE pilotato da Paz, il cui corpo finisce nell'oceano.
In Metal Gear Solid V: Ground Zeroes (2014) si scopre che Paz è sopravvissuta, ma è tenuta prigioniera in una struttura detentiva gestita da militari del governo statunitense, dove viene sottoposta a torture e sevizie per farle raccontare tutto quel che sa su Big Boss e su Zero. Big Boss si reca quindi, anche per interesse personale, a liberarla, tanto più che nella base è tenuto prigioniero anche una sua giovane recluta, Ricardo "Chico" Valenciano Libre, che era andato alla ricerca di Paz perché invaghito di lei. Quando Paz viene trasportata via da Big Boss sull'elicottero, viene individuata nell'addome della ragazza una bomba, che viene estratta senza anestesia, per ragioni di tempo, dal suo corpo già martoriato. Tuttavia, appena ella riprende conoscenza, si affretta ad avvisare che è stata messa anche una seconda bomba nel suo corpo, e, gettandosi fuori dall'elicottero per salvare la vita a Big Boss, Paz esplode a mezz'aria.
Una serie di registrazioni ascoltabili in Ground Zeroes, intitolate Diario di Paz, raccolgono i veri pensieri della ragazza durante gli eventi di Peace Walker, mostrando com'ella si fosse gradualmente affezionata a Big Boss e alla nuova patria che questi gli aveva offerto, nonostante un legame più freddo ma altrettanto forte la tenesse vincolata a Zero, del quale Paz cercherà infine di liberarsi (preoccupandosi per Big Boss, dice infatti a Skull Face nel finale di Ground Zeroes: «Ucciderai davvero Zero per me?»). Ella avrebbe preferito sabotare preventivamente lo ZEKE, anziché usarlo contro Big Boss, ma – come risulta da una registrazione con Chico nell'Archivio missioni di Peace Walker – era stata scoperta mentre tentava di sabotarlo e dunque lo aveva attivato secondo il piano originario.
In Metal Gear Solid V: The Phantom Pain (2015) è presente un arco narrativo che mostra Paz ancora viva, spiegando l'evento con una versione alternativa di quel ch'era successo sull'elicottero al termine di Ground Zeroes; tale arco narrativo è accompagnato da una nuova serie di registrazioni intitolate Diario di Paz. Ella pare vittima di un'amnesia, ma dopo averle portato varie foto con l'intento di farle tornare la memoria risulta che la sua ricomparsa è stata un'illusione, e che la vera Paz è effettivamente morta in seguito all'esplosione mostrata in Ground Zeroes. All'inizio di The Phantom Pain il dottore comunica infatti a Snake che nel suo corpo sono rimasti conficcati "frammenti di ossa e denti umani", che in origine erano evidentemente di Paz. Al termine del gioco si ottiene una cassetta intitolata Registrazioni verità con l'audio del primo incontro tra Zero e Paz – prima che questa fosse mandata come spia da Big Boss – e della successiva confessione fatta da Paz a Skull Face sull'ubicazione di Zero.